# جون مارتن (لاعب كرة قدم بريطاني)
جون مارتن (بالإنجليزية: John Martin)‏ (27 أكتوبر 1958 بإدنبرة في المملكة المتحدة - ) هو لاعب كرة قدم بريطاني في مركز حراسة المرمى. لعب مع نادي أردريونيانز ونادي كاودينبيث لكرة القدم ونادي ألبيون روفرز وPreston Athletic F.C. ‏.

## وصلات خارجية
- جون مارتن (لاعب كرة قدم بريطاني) على موقع قاعدة بيانات كرة القدم.إي يو (الإنجليزية)
- جون مارتن (لاعب كرة قدم بريطاني) على موقع Soccerbase.com (لاعب) (الإنجليزية)